# 吳思達
吴思达，元朝蔚州（今河北省蔚县）人。
吴思达有兄弟六人，曾经根据父命分家。吴思达担任开平县（元上都治所，今内蒙古自治区锡林郭勒盟正蓝旗上都镇）主簿，父亲去世，回到家中。治葬完毕，会聚宗族，哭着对其母亲说：“吾兄弟别处分居十余年了，现在多人破产，都是一母所生，不忍心使兄弟苦乐不均。”于是以家财代偿所欠，重新共居。母亲去世，哀毁过度。宅后柳树连理，人们以为是被友义所感。元仁宗延祐年间，州县将他的名字事迹上表，朝廷旌表其闾。